# Jackson County (Missouri)
Das Jackson County ist ein County im US-amerikanischen Bundesstaat Missouri. Im Jahr 2010 hatte das County 717.204 Einwohner und eine Bevölkerungsdichte von 458 Einwohnern pro Quadratkilometer. Mit Independence und dem nach dem Kansas River benannten Kansas City verfügt das Jackson County über zwei Verwaltungssitze (County Seats).
Das Jackson County ist Bestandteil der Metropolregion Kansas City.

## Geografie
Das County liegt im Nordwesten von Missouri am Südufer des Missouri Rivers, grenzt im Westen an Kansas und hat eine Fläche von 1596 Quadratkilometern, wovon 30 Quadratkilometer Wasserfläche sind. An das Jackson County grenzen folgende Nachbarcountys:
| Wyandotte County (Kansas) | Clay County | Ray County       |
|                           |             | Lafayette County |
| Johnson County (Kansas)   | Cass County | Johnson County   |

## Geschichte

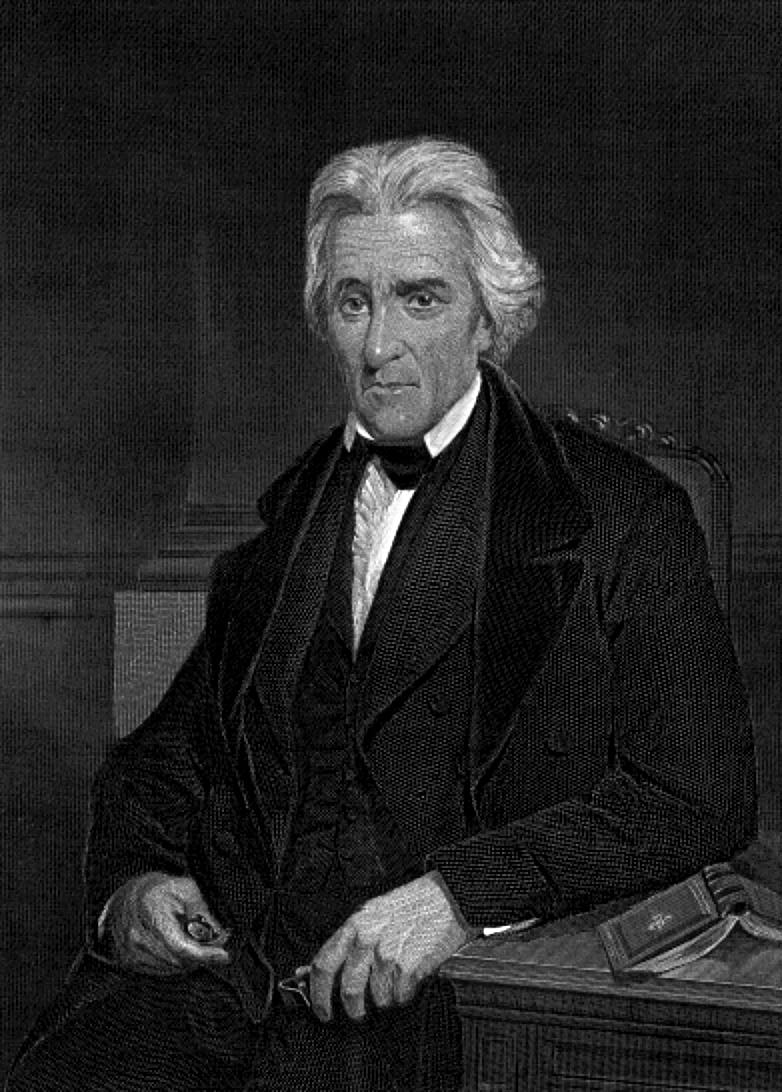
Jackson

Das Jackson County wurde am 15. Dezember 1826 aus Teilen des Lafayette County gebildet. Benannt wurde es nach Andrew Jackson (1767–1845), dem siebten Präsidenten der Vereinigten Staaten (1829–1837).
Während des Amerikanischen Bürgerkrieges wurden die meisten Ansiedlungen zerstört und die Ernte vernichtet. Diese Anweisung ist auch bekannt unter der General Order Nr. 11 (1863).

Im County liegt eine National Historic Site, die Harry S. Truman National Historic Site. Fünf Orte haben den Status einer National Historic Landmark, das Fort Osage, das Liberty Memorial, das Mutual Musicians' Foundation Building, der Harry S. Truman Historic District und das Harry S. Truman Farm Home. 340 Bauwerke und Stätten des Countys sind insgesamt im National Register of Historic Places eingetragen (Stand 3. Februar 2018).

## Demografische Daten

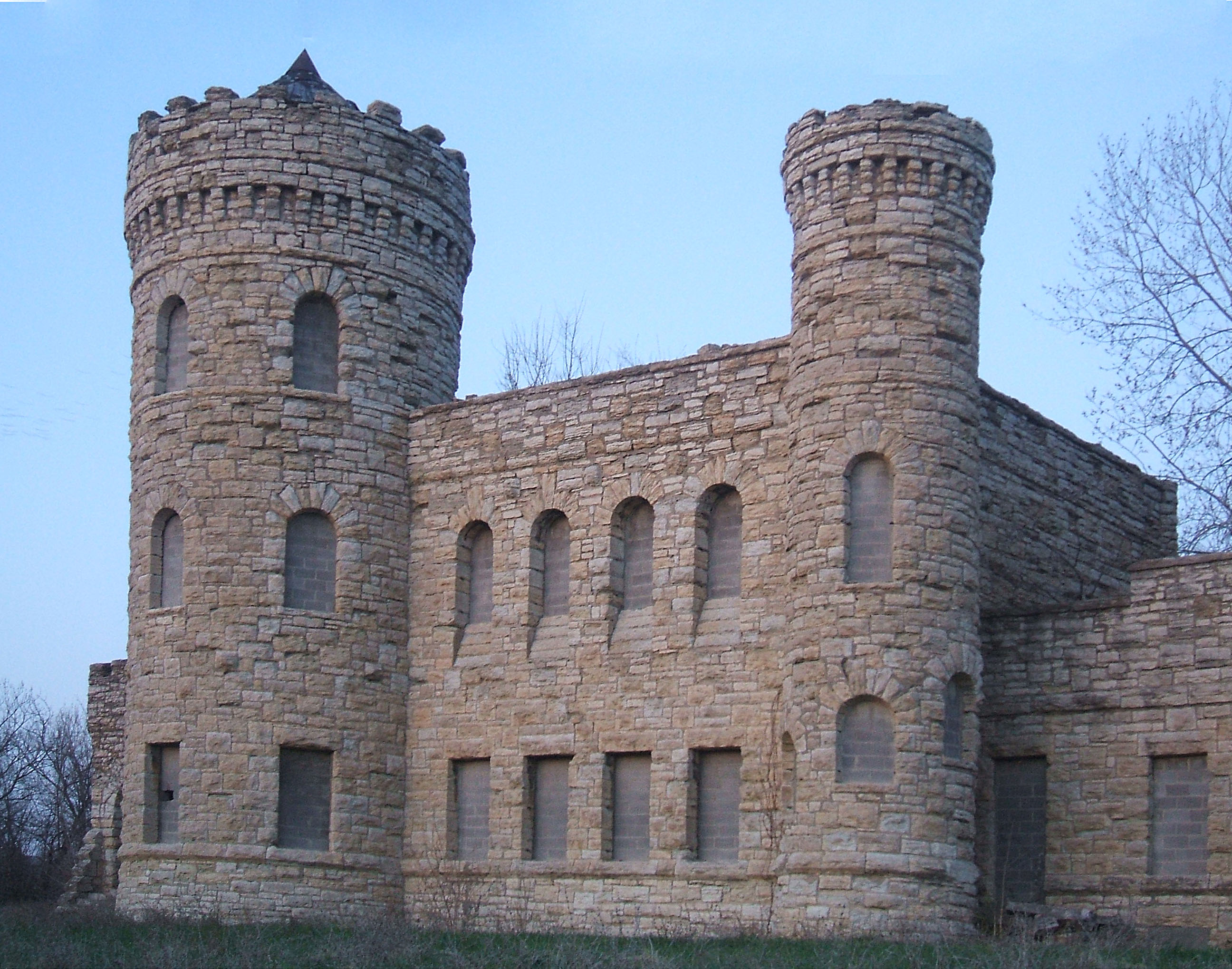
Ehemaliges Jackson County Jail and Marshal's House, gelistet im NRHP

Nach der Volkszählung im Jahr 2010 lebten im Jackson County 674.158 Menschen in 269.515 Haushalten. Die Bevölkerungsdichte betrug 430,5 Einwohner pro Quadratkilometer. In den 269.515 Haushalten lebten statistisch je 2,53 Personen.
Ethnisch betrachtet setzte sich die Bevölkerung zusammen aus 66,9 Prozent Weißen, 23,9 Prozent Afroamerikanern, 0,5 Prozent amerikanischen Ureinwohnern, 1,6 Prozent Asiaten sowie aus anderen ethnischen Gruppen; 3,1 Prozent stammten von zwei oder mehr Ethnien ab. Unabhängig von der ethnischen Zugehörigkeit waren 8,4 Prozent der Bevölkerung spanischer oder lateinamerikanischer Abstammung.
24,6 Prozent der Bevölkerung waren unter 18 Jahre alt, 63,1 Prozent waren zwischen 18 und 64 und 12,3 Prozent waren 65 Jahre oder älter. 51,5 Prozent der Bevölkerung war weiblich.

Das jährliche Durchschnittseinkommen eines Haushalts lag bei 45.798 USD. Das Prokopfeinkommen betrug 24.817 USD. 15,3 Prozent der Einwohner lebten unterhalb der Armutsgrenze.

## Ortschaften im Jackson County
Citys
| - Blue Springs - Buckner - Grain Valley - Grandview | - Greenwood - Independence1 - Kansas City2 - Lake Lotawana | - Lake Tapawingo - Lee’s Summit3 - Levasy - Lone Jack | - Oak Grove4 - Raytown - Sugar Creek1 |

Villages
- River Bend
- Sibley
- Unity Village

Unincorporated Communities
| - Atherton - Athol - Belvidere - Blue Mills - Blue Summit - Bryant - Cement City - Centropolis - Cobbler | - Cockrell - Courtney - Dallas - Dodson - East Independence - Englewood - Eton - Fairmount - Flinn | - Hickman Mills - Holmes Park - Indian Village - Jeffreys - Knobtown - Lake City - Leeds - Little Blue - Longview | - Marlborough - Martin City - Maywood - Melville - Mount Washington - New Santa Fe - Red Bridge - Ripley - Rock Creek Junction | - Ruskin - Ruskin Heights - Sni Mills - South Lee - Tarsney - Tarsney Lakes - Vale - Waldo - Westport |

1 – teilweise im Clay County

2 – teilweise im Clay, Cass und im Platte County

3 – teilweise im Cass County

4 – teilweise im Lafayette County

## Gliederung
Das Jackson County ist in acht Townships eingeteilt:
| Township            | Einwohner (2010) | FIPS     |
| ------------------- | ---------------- | -------- |
| Blue Township       | 160.322          | 29-06490 |
| Brooking Township   | 77.014           | 29-08686 |
| Fort Osage Township | 6802             | 29-25282 |
| Kaw Township        | 170.129          | 29-38054 |
| Prairie Township    | 99.433           | 29-59564 |
| Sni-A-Bar Township  | 81.927           | 29-68438 |
| Van Buren Township  | 7671             | 29-75598 |
| Washington Township | 70.860           | 29-77506 |